# 高木利平

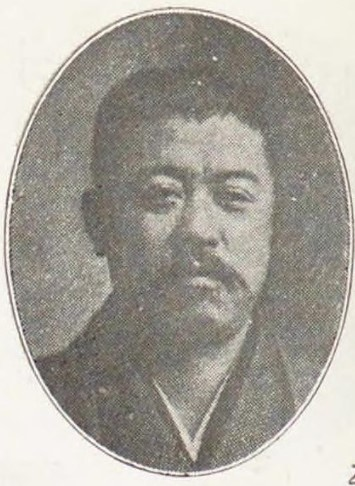
高木利平

高木 利平（たかぎ りへい、1876年（明治9年）10月19日 - 1931年（昭和6年）9月7日）は、日本の農業経営者、政治家。衆議院議員、埼玉県北葛飾郡彦成村長。

## 経歴
埼玉県葛飾郡上口村（のち北葛飾郡彦成村、現:三郷市上口）の農家に生まれる。1894年、慶應義塾大学を卒業して家業を継いだ。
彦成村会議員、埼玉県会議員、同参事会員、同副議長、彦成村長などを務めた。
1915年、北葛飾郡の非政友派を取り纏めて北葛飾倶楽部を組織。同年3月、第12回衆議院議員総選挙で埼玉県選挙区から立憲同志会所属で出馬して当選。第13回総選挙では 憲政会所属で出馬して当選したが、1917年10月24日に議員を辞職し、衆議院議員を二期務めた。
1924年、埼玉県会議員に就任。1928年2月の第16回総選挙に埼玉県第二区から出馬したが落選している。